# Catedral de Tulle
Catedral de Tulle (em francês: Cathédrale Notre-Dame de Tulle) é uma igreja católica romana localizada na cidade de Tulle, França. A catedral é a sede da Diocese de Tulle, que foi estabelecido em 1317 após a cruzada albigense.

## História
A diocese de Tulle foi erigida em 1317, no território de Bas-Limousin ao qual pertencia a Diocese de Limoges. A igreja foi então elevada a catedral.
A igreja foi construída no local de uma abadia merovíngia. Devido a atrasos no plano arquitetônico original, a construção passou do estilo românico para o estilo arquitetônico gótico. Estas incluíram mudanças no claustro do século XIII, que hoje abriga o Museu de Artes e Tradições Populares.
Em 1443, o rei da França, Carlos VII, passou por Tulle e celebrou a Páscoa na Catedral.
Em 1792, após o local ter sido revistado e saqueado, as celebrações foram interrompidas, retornando apenas em 1805.
Os pilares são de estilo românico e a abóbada da nave é de estilo gótico.
A torre do sino se destaca com sua longa torre que chega a 75 metros. Ela remonta ao século XIV. É composto por três andares encimados por uma elegante torre octogonal e cercados por graciosos campanários.